# بارنزلي الوسطى (دائرة انتخابية في المملكة المتحدة)
بارنزلي الوسطى  (بالإنجليزية: Barnsley Central)‏ هي إحدى الدوائر الانتخابية في المملكة المتحدة الممثلة في مجلس العموم في برلمان المملكة المتحدة.
عضو البرلمان الذي يمثلها حالياً هو :Mr Eric Illsley (Lab).